# Delaware Stars
I Delaware Stars sono stati una franchigia di pallacanestro della USBL, con sede a Wilmington, Delaware, attivi nel 2007.
Disputarono il campionato USBL del 2007, ma fallirono il 24 maggio, dopo 10 partite. La lega fece subentrare a Delaware i Long Island PrimeTime, che ereditarono il record degli Stars.

## Stagioni
| Stagione | Lega | Denominazione  | V | P  | %   | Piazzamento | Play-off |
| -------- | ---- | -------------- | - | -- | --- | ----------- | -------- |
| 2007     | USBL | Delaware Stars | 0 | 10 | 0,0 | 7º          | -        |